# مارك جوزيف (مغن مؤلف)
مارك جوزيف (بالإنجليزية: Mark Joseph)‏ هو مغن مؤلف بريطاني، ولد في 1982.

## وصلات خارجية
- مارك جوزيف على موقع ميوزك برينز (الإنجليزية)
- مارك جوزيف على موقع ديسكوغز (الإنجليزية)